# Ягисиян
Ягисиян бен Мухаммед бен Альп или Яги-сиян— эмир на службе у Сельджукидов: султана Мелик-шаха, правителя Сирии Тутуша, правителя Алеппо Рыдвана и правителя Дамаска Дукака. Вали Антиохии во время её осады участниками Первого крестового похода.

## Биография

### Первое упоминание в источниках
Первое упоминание Ягисияна в источниках относится к 1086 году.
В 1084 году правивший в Анатолии Сельджукид Сулейман ибн Кутулмыш захватил находившуюся под контролем Византии Антиохию. Весной 1086 года он решил напасть на Алеппо. Управлявший городом шериф Ибн аль-Хутайти обратился за помощью к правившему в Сирии брату сельджукского султана Мелик-шаха I, Тутушу.  13 июня 1086 года (5 июня) Тутуш победил в бою Сулеймана, который сам погиб. Сначала Ибн аль-Хутайти отказывался открыть ворота Тутушу и заявлял, что сдаст город лишь султану Мелик-шаху, однако переменил решение. Но Цитадель так и не сдалась, к тому же на подходе был Мелик-шах со своей армией. Тутуш ушёл из города в Дамаск. Согласно Ибн аль-Адиму и Матвею Эдесскому, в декабре 1086 года Мелик-шах захватил Алеппо, а затем Антиохию и назначил Ягисияна вали Антиохии.

### Вали Антиохии. Служба Тутушу
В 1089 году Фатимиды захватили Тир, Сидон, Бейрут и Акру и осадили Дамаск. В 1090/91 году Мелик-шах приказал Ягисияну, Ак-Сункуру и Бузану (вали сирийских городов Антиохии, Алеппо и Эдессы соответственно) под командованием Тутуша принять участие в кампании против Фатимидского Египта. Но во время осады Триполи между Тутушем и эмирами возник конфликт и кампания заглохла.
После смерти Мелик-шаха в государстве Сельджукидов началась борьба за трон. Сыновья Мелик-шаха поделили империю: Махмуд получил Исфахан, Баркиярук — Багдад. Тутуш провозгласил себя независимым султаном в Дамаске. Ягисиян, как и Ак-Сункур, и Бузан, подчинился ему, в Антиохии, Алеппо и Эдессе стали читать хутбу от имени Тутуша. В феврале-марте 1093 года Тутуш начал поход против Баркиярука. Бузан и Ак-Сункур сначала следовали за ним, но после перешли на сторону Баркиярука. По мнению Ибн аль-Адима, Ак-Сункур и Бузан либо были недовольны близостью к Тутушу Ягисияна, либо тем, что «он [Тутуш] не дал им в управление ни одной из областей, которые они завоевали». После измены эмиров Тутуш был вынужден отступить и отправился в Антиохию с Ягисияном для набора солдат.
Тутуш решил наказать Ак-Сункура за предательство и в апреле-мае 1094 года двинулся на него. Ягисиян присоединился со своим войском к Тутушу, а Баркиярук послал на помощь Ак-Сункуру Бузана, эмира Рахбе Юсуфа бен Абак и эмира Мосула Кербогу. При помощи Ягисияна Тутуш победил и захватил в плен Ак-Сункура, Бузана и Кербогу. Двух первых он казнил. По словам Ибн аль-Адима, Тутуш женил своего сына Рыдвана на дочери Ягисияна и передал Ягисияну Латакию и Маарет-Нууман в благодарность за верность.
Ибн аль-Асир сообщил, что Тутуш хотел казнить Фахр аль-Мулька (сына Низам аль-Мулька), потому что тот был сторонником Баркиярука, но по совету Ягисияна отказался от этой мысли. Эмир напомнил Тутушу о любви народа к семье Низам аль-Мулька, после чего Тутуш назначил Фахр аль-Мулька своим визирем в расчёте, что это может быть полезным в борьбе за трон.
27 февраля 1095 года в битве между Тутушем и Баркияруком у Рея Ягисиян был в армии Тутуша. Но в армии Баркиярука был поднят флаг султана Мелик-шаха и многие эмиры из армии Тутуша перешли на сторону Баркиярука. По сообщению Матвея Эдесского, Ягисиян был среди тех эмиров, кто отказался от участия в битве на стороне Тутуша, хотя и не поддержал Баркиярука. Тутуш потерпел поражение и погиб. Один из сыновей Тутуша, Рыдван, стал править в Алеппо, а другой, Дукак, стал править в Дамаске.

### Служба Рыдвану
Ягисиян стал служить Рыдвану, сохранив должность вали Антиохии. Своим визирем Рыдван назначил своего атабека и мужа своей матери, Джанахуддевле Хусейна. В 1096 году по совету Ягисияна и других эмиров Рыдван напал на Сарудж, а затем на Эдессу. С ним были Джанахуддевле Хусейн, Ягисиян и Юсуф бен Абак. Рыдван занял Эдессу, укрепил замок и разместил там войска. После взятия Эдессы между Ягисияном и визирем Джанахуддевле Хусейном возник конфликт. Ибн аль-Каланиси утверждал, что у Ягисияна была «сильная личная антипатия» к Хусейну. Ягисиян и Юсуф бен Абак планировали устранить визиря и захватить власть в Алеппо, но Хусейн узнал об этом и сбежал. Рыдван и Ягисиян направились в Алеппо. Узнав, что визирь находится в городе, Ягисиян покинул Рыдвана и отправился в Антиохию. Джанахуддевле Хусейн убедил Рыдвана, что поведение Ягисияна подозрительно, и Рыдван стал подозревать Ягисияна и Юсуфа бен Абак в заговоре. Рыдван приказал окружить Маарет-Нууман, которым управлял сын Ягисияна. Тому пришлось сдать город, потому что он не смог его защитить. Юсуф бен Абак потерпел поражение от армии Рыдвана, которой командовал Дженахуддевле Хусейн, и укрылся у Ягисияна в Антиохии. Но потом он явился к Рыдвану, повинился и поступил к нему на службу. Рыдван передал ему в икта Бизаа и Манбидж. Однако Рыдван узнал, что Юсуф замышлял против него и тайно обменивался письмами с Ягисияном. Юсуф был пойман и убит. В сентябре 1096 года Рыдван захватил владения Ягисияна, Тель-Башир и Шейхуддейр, и совершил набег на регион Антиохии. Когда Ягисиян узнал, что Рыдван готовится к походу на Дамаск против своего брата Дукака, он сообщил об этом Дукаку и его атабегу Тугтегину и отправился к ним на помощь. Рыдван был вынужден отказаться от осады города.
Ягисиян вернулся в Антиохию в декабре 1096 — январе 1097 года. Он принял участие в ответном походе Тугтегина и Дукака на Алеппо и забрал Мааррет-Нууман у Артукида Сукмана. Когда силы Рыдвана и Дукака столкнулись друг с другом в Киннасрине, Ягисиян был настроен агрессивно и оскорбил Сукмана. В состоявшейся  22 марта 1096 года битве, длившейся весь день Дукак и Ягисиян проиграли. Они согласились признать суверенитет Рыдвана. 22 марта 1097 года Ягисиян вернулся в Антиохию и велел прочесть в Антиохии хутбу от имени Рыдвана.
В 1097 году под влиянием Ягисияна Рыдван поссорился со своим атабеком и визирем Дженахуддевле Хусейном. Когда Дженахуддевле покинул Алеппо и отправился в Хомс, Ягисиян прибыл в Алеппо, снова поступил на службу к Рыдвану. Но Рыдван сотрудничал с Фатимидами и стал читать хутбу от имени фатимидского халифа Аль-Мустали Биллаха. Ягисиян и Сукман возмутились и высказали Рыдвану своё недовольство. В результате хутба была прочитана от имени аббасидского халифа Аль-Мустазхира Биллаха. После этого Рыдван в сопровождении Ягисияна и Сукмана покинул Алеппо и прибыл в Шейзар, чтобы выступить против Дженахуддевле Хусейна. В этот период было получено известие о том, что армии Первого крестового похода приближаются к Антиохии.

### Борьба с крестоносцами за Антиохию
На спешном совете мнения о дальнейших действиях разделились: Ягисиян настаивал на возвращении в Антиохию и отверг предложение Сукмана отправиться в Амид, чтобы набрать дополнительные силы. Рыдван отказался предоставить Ягисияну немедленную помощь. Ягисиян вернулся в Антиохию и отправил своих сыновей — Шемседдина к Дукаку и Тугтегину, а Мухаммеда к Кербоге и другим эмирам — в поисках поддержки.
|                                                                            |
| Схема расположения войск и укрепления при осаде Антиохии в 1097—1098 годах |

Хотя Ягисиян был уверен, что стены города неприступны, но он опасался предательства (в 1084 году тюрки смогли захватить Антиохию с помощью предателя в гарнизоне). По свидетельству Ибн аль-Асира, Ягисиян в середине октября выслал из города христиан-мужчин, пообещав, что будет охранять их семьи (обещание он выполнял). Кроме того, Ягисиян заключил в тюрьму православного патриарха Антиохии Иоанна Оксита, не подвергавшегося до того момента никаким преследованиям мусульман. Согласно Ж. Ф. Мишо у Ягисияна было 7 тысяч конных и 20 тысяч пеших солдат. По мнению Дж. Франса, у Ягисияна был «гарнизон не более чем достаточный» для контроля над стенами.
В октябре 1097 года крестоносцы атаковали и захватили после тяжёлого боя мост через Оронт на подступах к городу. Кроме того они перехватили отары овец и запасы зерна, которые доставлялись Ягисияну в Антиохию.
Крестоносцы заняли позиции напротив некоторых ворот города. В других местах вдоль стен устроить лагерь было невозможно из-за рельефа, поэтому в Антиохию свободно поступал провиант, Ягисиян мог держать связь с гарнизоном Харима и осуществлять вылазки и нападения на лагерь крестоносцев, шпионы Ягисияна пробирались в расположение крестоносцев и приносили вести о состоянии дел.
В конце 1097 года и январе-феврале 1098 года крестоносцы отогнали две армии, шедшие на помощь Ягисияну: Дукака и Рыдвана. Ягисиян постоянно предпринимал вылазки, ему удалось захватить в плен некоторых крестоносцев. Некоторых из пленников он казнил на глазах крестоносцев — обезглавил или сжег заживо. В начале мая 1098 года из Мосула на помощь Антиохии выступила третья армия под командованием эмира Кербоги.
В ночь со 2 на 3 июня отряд Боэмунда проник в Антиохию в башню по лестнице, которая уже была поставлена предателем. Пробравшись в город, Боэмунд «приказал подать трубой сигнал к бою», а затем через открытые Боэмундом ворота в Антиохию ворвались крестоносцы. Вскоре весь город был захвачен. Сигнал Боэмунда разбудил Ягисияна. Он «спросил, что случилось, и ему сказали, что звук трубы слышен из цитадели и она, без сомнения, захвачена» (хотя на тот момент в руках крестоносцев была лишь одна башня). В сопровождении 30 воинов Ягисиян сбежал из города. Сын Ягисияна, Шемседдин, пробрался в цитадель и защищал её даже тогда, когда уже весь остальной город был занят крестоносцами. Вскоре прибыл Кербога и его армия обосновалась в горах недалеко от цитадели, Шемседдин отправил к нему посланника, прося о помощи, но Кербога не желал помогать сыну Ягисияна отстаивать наследство отца. Интерес Кербоги состоял в присвоении города, потому он требовал, чтобы гарнизоном цитадели командовал его человек, и Шемседдин был вынужден передать крепость доверенному лицу Кербоги Ахмеду ибн Мервану.

### Смерть
Смерть Ягисияна хронисты описывают по-разному. Христианские авторы, среди которых два участника осады, утверждали, что «местные крестьяне» «армяне» обезглавили его и доставили голову Боэмунду. Матвей Эдесский уточнял, что голову отрубили серпом. Ибн аль-Каланиси утверждал, что во время бегства недалеко от Арманаза (селения близ Мааррат Мисрейн) Ягисиян упал с коня на землю. Один из его людей поднял его и посадил на коня, но он не мог удержаться в седле, упал снова и умер. Писавший через сто с лишним лет Ибн аль-Асир сообщал, что в бегстве эмира сопровождали 30 гулямов. Он стал горевать и сожалеть, что бросил семью и детей, особенно, когда узнал, что его сын остался защищать цитадель. От горя он потерял сознание, упал с коня, у него не было сил, и он был близок к гибели. Спутники оставили его и бежали далее без него. Проходивший мимо армянин-дровосек увидел, что Ягисиян лежит без сил, он убил его, отрубил голову и отнёс её крестоносцам в Антиохию.

## Семья
- Сын, Шемседдин[37].
- Сын, Мухаммед[37].
- Дочь. Ибн аль-Адим называл её Хатун Джанджак (Чичек). Замужем за Рыдваном[англ.][1][38]. Согласно Ибн аль-Каланиси, она была матерью Алп-Арслана аль-Ахрас[англ.][39].